# Jan Mauersberger
Jan Mauersberger (Múnich, 17 de junio de 1985) es un futbolista alemán que forma parte de Karlsruher SC desde la temporada 2012-2013.

## Carrera
Jan Mauersberger al principio de su carrera formó parte de TSV München Großhadern, después del equipo E-Jugend de FC Bayern de Múnich. Fue campeón en el 2004 con el equipo juvenil de Bayern. Del 2004 al 2006 jugó un total de 61 partidos Amateurs en la Liga regional Süd. Su debut fue el 11 de octubre de 2002, en la jornada 11 en el partido contra SV Elversberg que quedó 2-2, entrando de cambio en el segundo tiempo por Serkan Atak. Poco después a su incorporación al primer equipo del FC Bayern de Múnich, debido a una grave lesión en la rodilla, tuvo que abandonar al equipo en el otoño del 2005 y no vio actividad alguna por el lapso de 6 meses. 
A partir de la temporada 2006/07 jugó en la 2. Bundesliga con el  SpVgg Greuther Fürth, donde hizo su debut el 17 de septiembre de 2006 en la jornada 4 con una victoria de 3-0 sobre el FC Erzgebirge Aue anotando un gol, tuvieron que pasar 3 años para que pudiera meter su primer gol. El 19 de septiembre de 2009 en la jornada 6 con una victoria de 4-0 sobre el Rot-Weiß Oberhausen. Después de tener apariciones constantes, en la temporada 2010/11 en la segunda parte de la temporada vio muy poca actividad solo 3 minutos. Después durante el mercado de invierno fue contratado por el VfL Osnabrück, con el cual firmó hasta junio del 2013. Para el final de la temporada, terminó ascendiendo con el equipo a 3 Liga. Después de 22 partidos y 3 goles en esa temporada, firmó para disputar la temporada 2012/13 con el Karlsruher SC,, debutó el 21 de julio de 2012 contra el 1. FC Heidenheim con un marcador de 2-2. Fue el único jugador del KSC que jugó 38 partidos como titular y para el final de la temporada el KSC ascendió a la 2. Bundesliga . Hoy en día Mauersberger tiene un contrato hasta el 30 de junio de 2016 con el KSC.

### Selección nacional
Jugó para la DFB en el U-20-Nationalmannschaft tres partidos. Su debut fue el 8 de diciembre de 2004 al entrar de cambio por Michael Stegmayer en el empate de 0-0 contra Italia. Sus últimos dos partidos fueron el 23 de marzo de 2005 en la victoria de 1-0 sobre la selección de Austria y el 13 de abril de 2005 en el empate 2-2 contra la selección de Suiza.

## Logros
- Deutsche Jugendmeisterschaft (Fußball)#Männliche B-Jugend 3|Deutscher B-Juniorenmeister 2001 (con el FC Bayern de Múnich)
- Deutsche Jugendmeisterschaft (Fußball)#Männliche A-Jugend 3|Deutscher A-Juniorenmeister U-19-Bundesliga 2003/04#Finale|2004 (con el FC Bayern de Múnich)
- 3. Fußball-Liga 2012/13 Abschlusstabelle|Meister der . Fußball-Liga|3. Liga 2013 ascenso a la Bundesliga 2 (con el Karlsruher SC)